# خليج الخوف (فلم)
خليج الخوف (بالإنجليزية: Cape Fear) هو فيلم إثارة نفسية غريب جدا أمريكي صدر عام 1991 من إخراج مارتن سكورسيزي وهو إعادة إنتاج لفيلم صدر في عام 1962 الذي يحمل نفس الاسم. من بطولة روبرت دي نيرو، نيك نولت
يمثل هذا الفيلم التعاون السابع بين مارتن سكورسيزي وروبورت دي نيرو. تلقى الفيلم مراجعات إيجابية من النقاد وحقق نجاحًا تجاريًا. و تلقى ترشيحات لجائزة أوسكار وجولدن غلوب لأفضل ممثل (دي نيرو) وأفضل ممثلة مساعدة (جولييت لويس).

## القصة
عندما يخفي المحامي سام بودين (نيك نولت) عن عمد أدلة من شأنها أن تبرئ الجاني الجنسي العنيف ماكس كادي (روبرت دي نيرو) من تهم الاغتصاب ، يقضي ماكس 14 عامًا في السجن. ولكن بعد الإفراج عن ماكس ، مع علمه بخداع سام ، كرس حياته لملاحقة وتدمير عائلة بودين. عندما تفشل المحاولات العملية لإيقاف ماكس ، يدرك سام أنه يجب أن يتصرف خارج القانون لحماية زوجته وابنته في إعادة إنتاج مارتن سكورسيزي لفيلم الإثارة الكلاسيكي لعام 1962.

## الميزانية والإيرادات
بلغت تكلفة إنتاج الفيلم حوالي 35 مليون دولار بينما حقق إيرادات تقدر بـ 182291969 دولار.

## الممثلون
- روبرت دي نيرو بدور ماكس كادي
- نيك نولت بدور سام بودين
- جيسيكا لانج بدور لي بودين
- جولييت لويس بدور دانييل بودين
- جو دون بيكر بدور كلود كيرسك
- روبرت ميتشوم بدور الملازم إلجارت
- غريغوري بيك بدور لي هيلر
- إليانا دوجلاس بدور لوري ديفيس
- فريد دالتون طومسون بدور توم برودبنت
- مارتن بلسم بدور قاضي في المحكمة
- زولي مونتيرو بدور غراسييلا
- دومينيكا كاميرون سكورسيزي بدور صديقة داني

## الجوائز والتكريمات
| جائزة                               | الفئة                            | موضوع          |
| ----------------------------------- | -------------------------------- | -------------- |
| جوائز الاوسكار                      | افضل ممثل                        | روبرت دي نيرو  |
| جوائز الاوسكار                      | أفضل ممثلة مساعدة                | جولييت لويس    |
| الجائزة العالمية الذهبية            | أفضل ممثل - فيلم دراما           | روبرت دي نيرو  |
| الجائزة العالمية الذهبية            | أفضل ممثلة مساعدة - فيلم سينمائي | جولييت لويس    |
| جوائز BAFTA                         | أفضل تصوير سينمائي               | فريدي فرانسيس  |
| جوائز BAFTA                         | أفضل مونتاج                      | ثيلما شونميكر  |
| مهرجان برلين السينمائي الدولي       | دب برلين الذهبي                  | مارتن سكورسيزي |
| بث الموسيقى ، وشركة                 | جائزة BMI Film Music             | إلمر برنشتاين  |
| جوائز CFCA                          | أفضل مخرج                        | مارتن سكورسيزي |
| جوائز CFCA                          | أفضل ممثلة مساعدة                | جولييت لويس    |
| جوائز CFCA                          | الممثلة الواعدة                  | جولييت لويس    |
| جائزة ديفيد دي دوناتيلو             | أفضل ممثل أجنبي                  | روبرت دي نيرو  |
| جائزة جوبيتر                        | أفضل ممثل دولي                   | روبرت دي نيرو  |
| جائزة كانساس سيتي فيلم نقاد الدائرة | أفضل ممثلة مساعدة                | جولييت لويس    |
| جوائز MTV للأفلام                   | أفضل قبلة                        | جولييت لويس    |
| جوائز MTV للأفلام                   | أفضل قبلة                        | روبرت دي نيرو  |
| جوائز MTV للأفلام                   | أفضل أداء للذكور                 |                |
| جوائز MTV للأفلام                   | أفضل وغد                         |                |
| جائزة الجمعية الوطنية لنقاد السينما | أفضل ممثلة مساعدة                | جولييت لويس    |
| جوائز نيويورك فيلم نقاد الدائرة     | أفضل ممثلة مساعدة                | جولييت لويس    |
| جوائز نيويورك فيلم نقاد الدائرة     | أفضل مصور سينمائي                | فريدي فرانسيس  |

## روابط خارجية
- خليج الخوف على موقع IMDb (الإنجليزية)
- خليج الخوف على موقع ميتاكريتيك (الإنجليزية)
- خليج الخوف على موقع الموسوعة البريطانية (الإنجليزية)
- خليج الخوف على موقع روتن توميتوز (الإنجليزية)
- خليج الخوف على موقع نتفليكس (الإنجليزية)
- خليج الخوف على موقع قاعدة بيانات الأفلام العربية
- خليج الخوف على موقع ألو سيني (الفرنسية)
- خليج الخوف على موقع Turner Classic Movies (الإنجليزية)
- خليج الخوف على موقع أول موفي (الإنجليزية)
- خليج الخوف على موقع بوكس أوفيس موجو (الإنجليزية)